# Sigmo
Sigmo (en oromo : Sigimoo) est un woreda de l'ouest de l'Éthiopie situé dans la zone Jimma de la région Oromia. Il compte 92 313 habitants en 2007 et porte le nom de son centre administratif.
Le woreda s'appelle Sigmo comme son centre administratif, ou encore « Sigmo Jimma » ou « Sigamo ».
Limitrophe de la région Éthiopie du Sud-Ouest à l'ouest et de la zone  Illubabor au nord, ce woreda occupe l'extrémité occidentale de la zone Jimma dans laquelle il est entouré par les woredas Setema à l'est et Gera au sud.
Il appartient au bassin versant du Nil Blanc par le Baro[réf. souhaitée].
Son centre administratif se trouve environ 130 km au nord-ouest de Jimma et se situe vers 2 250 m d'altitude.
Le recensement national de 2007 fait état pour le woreda d'une population de 92 313 habitants dont 6 % de citadins.
La seule agglomération recensée est le centre administratif qui compte 5 511 habitants à cette date.
La plupart des habitants du woreda (98 %) sont musulmans, 1 % sont protestants et près de 1 % sont orthodoxes.
En 2022, la population du woreda est estimée à 132 790 personnes avec une densité de population de 189 personnes par km2 et 703 km2 de superficie.